# مؤسسة الصحة على الإنترنت
مؤسسة الصحة على الإنترنت (بالإنجليزية: Health On the Net Foundation) وتُدعى اختصارًا HON هيَ منُظمة غير ربحيةٍ تأسست في عام 1995 تحتِ رعايةِ وزارةِ جنيف للتشغيل والشؤون الاجتماعية والصحة، ومقرُها في جنيف في سويسرا، وجاءت هذه المُؤسسةُ بعدَ اجتماع 60 خبيرًا في العالم في مجال الطب الإلكتروني لِمناقشةِ المخاوف المُتزايدة من عدمِ المساوة في جودة المعلوماتِ الصحيةِ على الإنترنت، حيثُ خرجَ هذا الاجتماع بإجماعٍ على إنشاءِ هيئةٍ دائمةٍ من شأنها "تعزيزُ الاستخدام الفعال والموثوق للتقنية الجديدة للطب الإلكتروني في مجالِ الرعايةِ الصحية في جميع أنحاء العالم"، وبالتالي أصبح مؤسسة الصحة على الإنترنت واحدةً من أولى المنظماتِ المُهتمة بتوجيهِ المُستخدمين العاديين والأطباء نحوَ المصادرِ الموثوقة للمعلومات الصحية على الفضاء الإلكتروني.

## المهمة
مهمة المؤسسة هي توجيه المُجتمع المُتنامي من مُستهلكي ومقدمي الرعاية الصِحية على شكبة الإنترنت إلى المعلومات الطبية السليمة والموثقة، وبالتالي تسعى المؤسسة إلى المساهمة في تحسين الرعايةِ الصحيةِ من خلال تمكين المرضى وزيادةِ اطلاع مُقدمي الرعاية الصحية.

## المؤسسة
تمتلكُ مؤسسة الصحة على الإنترنت مركزًا استشاريًا لدى المجلس الاقتصادي والاجتماعي للأمم المتحدة، كما لديها علاقةً خاصة مع منظمة الصحة العالمية، وفي عام 2007 اعتبرت الهيئة الوطنية للصحة الفرنسية مؤسسة الصحة على الإنترنت على أنها الهيئة الرسمية المخولة بالتصديق على المواقع الصحية في فرنسا.

## روابط خارجية
- موقع مؤسسة الصحة على الإنترنت
- مقالة JMIR
- الموقع الشبكي
- موقع سانتيروماند
- سياسة مؤسسة الصحة على الإنترنت نسخة محفوظة 25 سبتمبر 2017 على موقع واي باك مشين.